# (653) Береника
(653) Береника (нем. Berenike) — астероид главного пояса, который, относится к спектральному классу S и входит в состав семейства Эос. Он был открыт 27 ноября 1907 года американским астрономом Джоэлом Меткалфом в Тонтонской обсерватории и назван в честь египетской царицы Береники II.

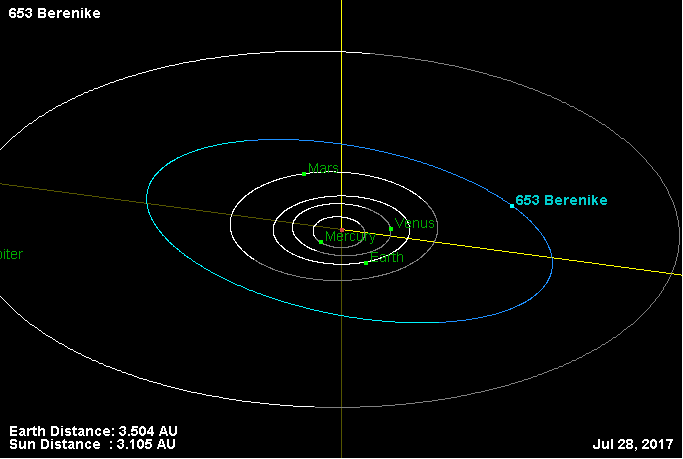
Орбита астероида Береника и его положение в Солнечной системе

Тиссеранов параметр относительно Юпитера — 3,217.